# Ilex integerrima
Ilex integerrima är en järneksväxtart som först beskrevs av Vell., och fick sitt nu gällande namn av Reiss. Ilex integerrima ingår i släktet järnekar, och familjen järneksväxter. Inga underarter finns listade i Catalogue of Life.